# Klassiker (Dan Hylander)
Klassiker är ett samlingsalbum med Dan Hylander, utgivet 2007.

## Låtlista
1. Dalit Panther - (Dan Hylander)
2. Nattåg - (Dan Hylander)
3. Ballad om Eva och Ragnar - (Dan Hylander)
4. Höst (till Eva, så länge jag kan gå) - (Dan Hylander)
5. Från en till en annan - (Dan Hylander)
6. Celliv - (Dan Hylander)
7. Hymn till en snubblad vandrare (roll along) - (Dan Hylander)
8. Farväl till Katalonien - (Dan Hylander)
9. Solregn - (Dan Hylander)
10. Fallna löv (skrattspegel) - (Dan Hylander)
11. Levande livet - (Dan Hylander)
12. Bella notte - (Dan Hylander)
13. I minnen - (Dan Hylander)
14. Längtans blå hotell - (Dan Hylander)
15. 21/3 - (Dan Hylander)
16. Vildrosor o tistlar - (Dan Hylander)
17. I hemlighet - (Dan Hylander)
18. Vykort, vykort - (Dan Hylander)
19. Svart kaffe - (Dan Hylander)
20. Och allt jag rymmer - (Dan Hylander)
21. Lycklig att leva - (Dan Hylander)
22. Skuggor i skymningen - (Dan Hylander)
23. Brunnen stad - (Dan Hylander)
24. Älskade främling (en midsommarnattsdröm) - (Dan Hylander)
25. Vinternatt i Stockholm - (Dan Hylander)
26. Bara en man - (Dan Hylander)
27. Och skeppen går - (Dan Hylander)
28. 544 832 - (Dan Hylander, Henrik Janson & Åke Sundqvist)
29. Jag har charm - (Dan Hylander)
30. Epilog - (Dan Hylander)
31. Mitt i livet - (Dan Hylander)
32. Varje gång hon går förbi - (Dan Hylander & Henrik Janson)
33. Mamma tro mig - (Dan Hylander)
34. Vem är vem - (Dan Hylander)
35. I denna tid - (Dan Hylander)

## Dan Hylander & Raj Montana Band
- Dan Hylander, Sång & gitarr
- Peter Clemmedson, Gitarr (1, 3)
- Mats Englund, Bas (1, 3)
- Roland Gottlow, Klaviatur, dragspel, & kör (1-7)
- Peter Ekberg, Gitarr (1, 3)
- Per Melin, Trummor (1, 3)
- Jan-Eric Fjellström, Gitarr (2, 4-7)
- Håkan Nyberg, Trummor (1-2, 4-7)
- Nils Persson, Bas (1-2, 4-7)
- Py Bäckman, Kör (2, 6-30)
- Pelle Alsing, Trummor (8-11, 14-23)
- Sam Bengtsson, Bas (8-11)
- David Carlson, Gitarr (8-23)
- Hasse Olsson), Orgel & synthesizer (8-23, 31-32)
- Mats Ronander, Gitarr, munspel & kör (2, 4, 6-18, 26-30, 34-35)
- Clarence Öfwerman, Flygel & synthesizer (8-23)
- Ola Johansson, Bas (12-23)
- Peter Milefors, Trummor (12-13)
- Emily Gray, Kör (14-18)

## Dan Hylander & Kosmonaut
- Dan Hylander, Sång & gitarr
- Mats Englund, Bas (24-25)
- Henrik Janson, Gitarr, klaviatur, bas, cello & fairlight (24-33)
- Marius Müller, Gitarr (24-25)
- Mats Persson, Slagverk (24-25)
- Svante Persson, Klaviatur (24-30)
- Åke Sundqvist, Trummor & slagverk (8-33)
- Pierre Svärd, Orgel (24-25)
- Pontus Olsson, Piano, fairlight, programmering & sång (6, 24-30)

## Dan Hylander & Dansband
- Dan Hylander, Sång & gitarr
- Henrik Janson, Gitarr, klaviatur, bas, cello & fairlight (24-32)
- Åke Sundqvist, Trummor & slagverk (8-11, 14-32)
- Billy Cross, Gitarr (31-32)
- Lars Danielsson, Bas (31-33)

## Dan Hylanders Kvintett
- Dan Hylander, Sång & gitarr
- Mikael Nord Andersson, Gitarr & kör (34-35)
- Niklas Medin, Klaviatur (33-35)
- Stefan Olsson, Bas & kör (34-35)
- Nikki Wallin, Trummor & tamburin (34-35)

## Övriga medverkande musiker
- Bruce Truitt, Gitarr & slagverk (1, 3)
- Mats Norrefalk, Gitarr (1)
- Ulf Nordin, Saxofon (4-5)
- Kersti Olin, Kör (2, 6-7)
- Peps Persson, Slagverk (2, 6)
- Mikael Rickfors, Kör (2, 6-11, 26-30)
- Brynn Settels, Tamburin (4)
- Lasse Wellander, Gitarr (11)
- Basse Wickman, Kör (8-11, 24-25)
- Maria Wickman, Kör (12-13)
- Leif Lindvall, Trumpet (14-23, 26-32)
- Glen Myerscough, Saxofon (14-23)
- Agneta Olsson, Kör (14-18)
- Johan Stengård, Saxofon (14-23)
- Urban Agnas, Trumpet (19-23, 26-30)
- Sonja Bojadzijev, Kör (19-23)
- Tomas Ledin, Kör (19-30)
- Tommy Nilsson, Kör (19-23, 26-30)
- Ulrika Uhlin, Kör (19-23)
- Eva Dahlgren, Kör (24-25)
- Palle Mikkelborg, Trumpet & flygelhorn (24-30)
- Bernt Andersson, Dragspel (26-30)
- Bengt Blomgren, Gitarr (26-30)
- Nils Landgren, Trombon (26-30)
- Marie Bergman, Kör (26-30)
- Søs Fenger, Kör (31-33)
- Maria Bramsen, Kör (31-32)
- Caroline Henderson, Kör (31-32)
- Annelie Rydé, Kör (31-32)
- Lars Andersson, Klaviatur (31-32)
- Nils Landgren, Trombon (31-32)
- David Wilczewski, Saxofon (31-32)
- Öivind Ougaard, Dragspel (31-32)
- Christian Bergqvist, Violin (31-32)
- Patrik Swedrup, Violin (31-32)
- Susanne Gutestam, Viola (31-32)
- Leo Winland, Cello (31-32)
- Magnus Persson, Marimba & tamburin (33)
- Mija Folkesson, Kör (33)
- Greta Folkesson, Kör (33)
- Ulf Gruvberg, Mungiga (33)